# Acid nonadecanoic
Acidul nonadecanoic este un acid gras C19 cu catenă dreaptă de origine vegetală sau bacteriană. Are rol de metabolit fungic. Este un acid gras saturat cu lanț drept și un acid gras cu lanț lung. 
Este un acid conjugat al unui nonadecanoat. Acidul nonadecanoic este un acid gras cu lanț lung cu numere impar, probabil derivat din surse bacteriene sau vegetale. Acidul nonadecanoic s-a găsit în grăsimile de bou și în uleiurile vegetale. De asemenea, este folosit de anumite insecte ca feromon.